# Oebelsmühle

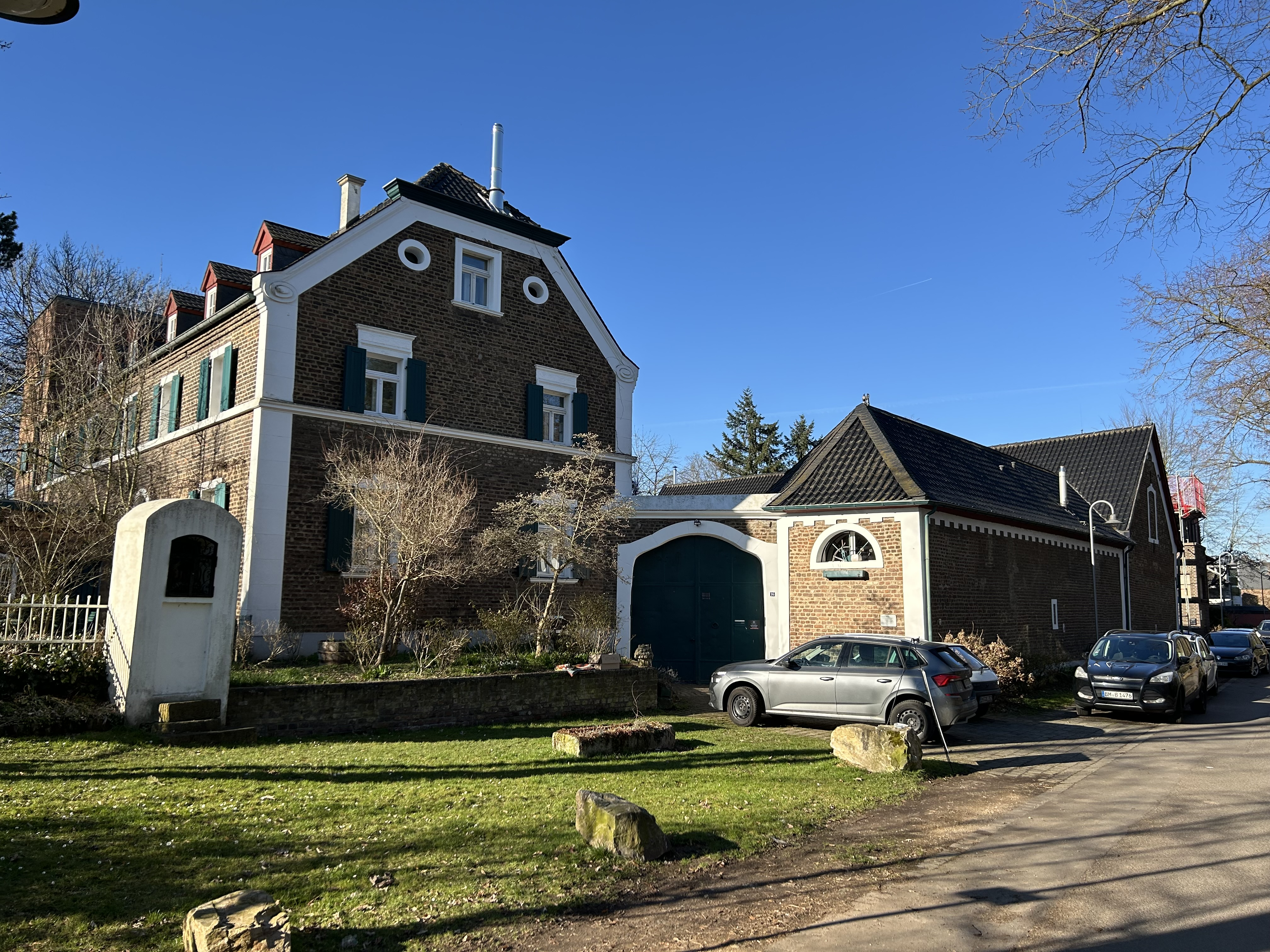
Oebelsmühle 2025

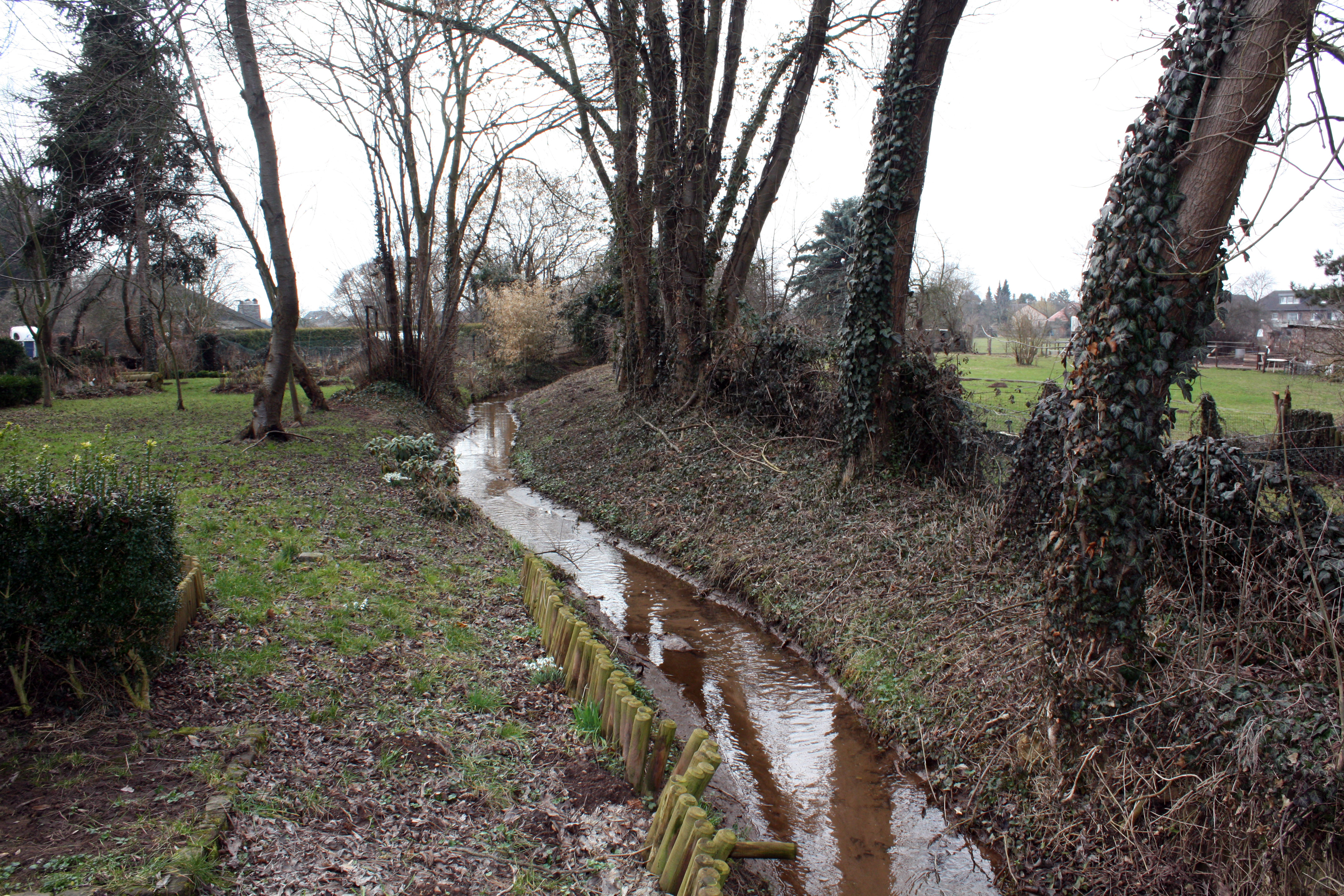
Der Mühlenbach an der Rückfront

Die  Oebelsmühle in Lechenich war eine der vielen in dieser Region seit alter Zeit betriebenen Getreidemühlen. Als solche hatte sie Bestand bis zum Jahr 1972. Nach 1982 erfolgte der Umbau zu der heutigen, privaten Wohnanlage.

## Geschichte
Das aufwendig restaurierte, imposante Bauwerk, heute „Oebels Mühle“ genannt, hat seinen Ursprung in mittelalterlicher Zeit. Es stand auf einem Gelände, welches schon lange der Grundherrschaft der Kölner Kirche unterstand. Zum Zeitpunkt ihrer Ersterwähnung war die Mühle im Besitz des Kölner Erzbischofs Siegfried von Westerburg, der der Ortschaft Lechenich im September 1279 städtische Privilegien verliehen hatte.
Nimmt man die Niederberger Mühle, deren Reste einer sehr frühen Getreidemühle nach jüngstem Erkenntnisstand (dendrochronologische Untersuchung der Hölzer im Jahr 2005) in karolingische Zeit (833) datiert wurden, zum Vergleich, so scheint auch bei der Oebels Mühle eine sehr frühe Errichtung möglich zu sein.
Durch die Verlagerung der ehemals südwestlich der heutigen Stadt gelegenen Ansiedlung, die fortan neben starken Stadtmauern, zusätzlichen Schutz durch tiefe Wassergräben erhielt, befand sich die erzbischöfliche Mühle am oberen Ende der neuen Stadt. Die die Stadt umgebenden Gräben füllte der „Mühlenbach“, der seinen Abfluss im Rotbach fand.

### Eigner und Pächter
Die Mühle wurde aufgrund ihrer Lage (am oberen Lauf des Baches, sowie als Pendant einer weiteren, der „Unteren Mühle“), im Jahr 1293 als die „Obere Mühle“ in Lechenich bezeichnet. Dies geht aus einem Verzeichnis der Einkünfte des Erzbischofs hervor, das den für diesen Zeitraum gültigen und vereinnahmten Pachterlös von 40 Malter Roggen angab. Die erzbischöfliche Mühle wurde im Lauf der Jahrhunderte wiederholt durch Krieg oder Stadtbrand zerstört (1642, 1689, 1722), jedoch immer wieder aufgebaut. Derartigen Verlust traf jedoch nicht den Grundherren, sondern den jeweiligen Mühlenpächter. Ihm oblag es, laut vertraglicher Abmachung, im Schadensfall den Wiederaufbau auf eigene Kosten vorzunehmen. Einer Bittschrift um Pachtnachlass wurde in Härtefällen meistens von dem Grundherrn entsprochen. Bei außergewöhnlichen Unglücksfällen gab es für den Wiederaufbau der Mühle einen Zuschuss der kurfürstlichen Hofkammer. Ab dem 18. Jahrhundert bestand die Pacht nicht mehr aus abgeführten Naturalien, die Mühlen wurden nun an den Meistbietenden gegen Geld verpachtet.

### Mühlenbetrieb und Bann

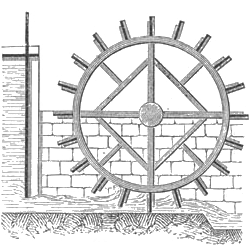
Unterschlächtiges Wasserrad

Bis 1642 hatte nur ein Mühlenpächter beide, die obere und die untere Mühle, zur Pacht erhalten. Nach 1642 war die obere Mühle die einzige Getreidemühle, die untere wurde dann als Ölmühle bewirtschaftet. Pächter der Getreidemühle nahmen bis über das Ende des 18. Jahrhunderts hinaus Rechte und Pflichten als Müller einer „Zwangsmühle“ wahr und verarbeiteten das Getreide der dem Lechenicher Mühlenbann unterliegenden Bauern. Dieses 1158 eingeführte Gesetz des grundherrlichen Gewerbebannrechtes zwang die Erzeuger, ihr Korn ausschließlich in dieser Mühle mahlen zu lassen. Für seine Arbeit und Kosten behielt der Müller einen Teil des Mahlgutes zurück.

### Rotbach, Lachenbach, Mühlenbach

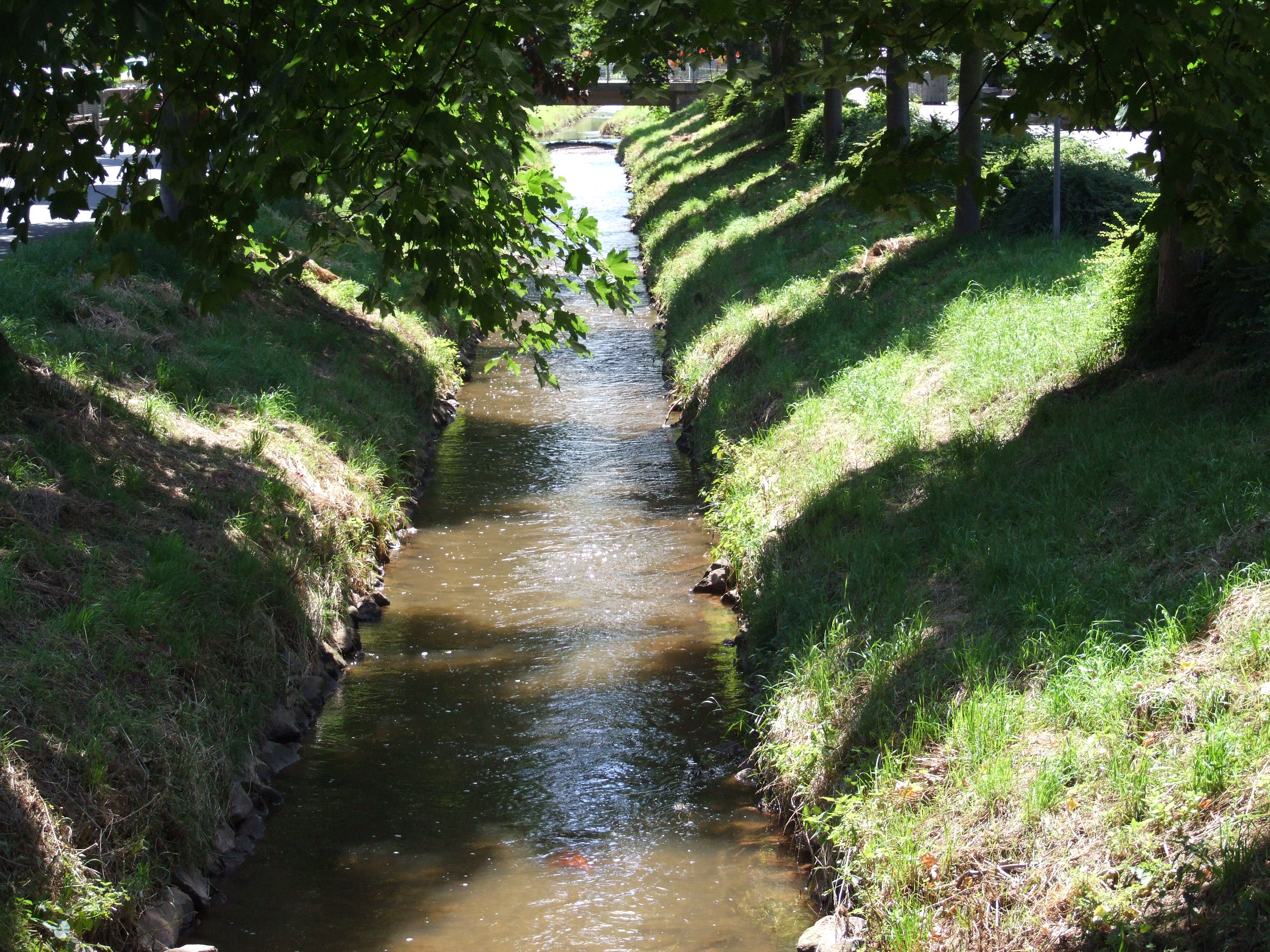
Rotbach, Lechenich

Das intensiv landwirtschaftlich genutzte Gebiet an der Erft mit ihren Zuläufen zählt zu einer der ganz alten Mühlenlandschaften Deutschlands. Einer dieser Zuflüsse, der in der nördlichen Eifel als „Nöthener Siefen“ entspringende Rotbach, gewann, wiederum gespeist von vielen kleineren Zuläufen in der von ihm durchflossenen Jülich-Zülpicher Börde, die nötige Kraft, Mühlräder anzutreiben. Allein im Bereich Lechenich, beginnend mit der Niederberger Mühle, war der Bach Antriebskraft für acht Mühlenbetriebe, bevor er schließlich nördlich von Erftstadt-Dirmerzheim nach Passieren der dortigen Dirmerzheimer Mühle in den Rhein-Zufluss, die Erft, mündete.
Der Oberlauf des Rotbaches besaß einige Wehre, die in späteren Jahren abgebaut wurden. Sie dienten vorrangig der Regulierung des Wasserzuflusses und zur Bewässerung der Benden am Bachlauf und gleichzeitig der Abwehr von Treibgut, das ein Mühlrad geschädigt hätte. Heute ist der Rotbach in Dirmerzheim kanalisiert. Die bis Ende der 1980er Jahre fast jährlich auftretenden Hochwässer, welche große Schäden anrichteten, können nun durch das Regenrückhaltebecken in Niederberg verhindert werden.

### Kartendarstellungen

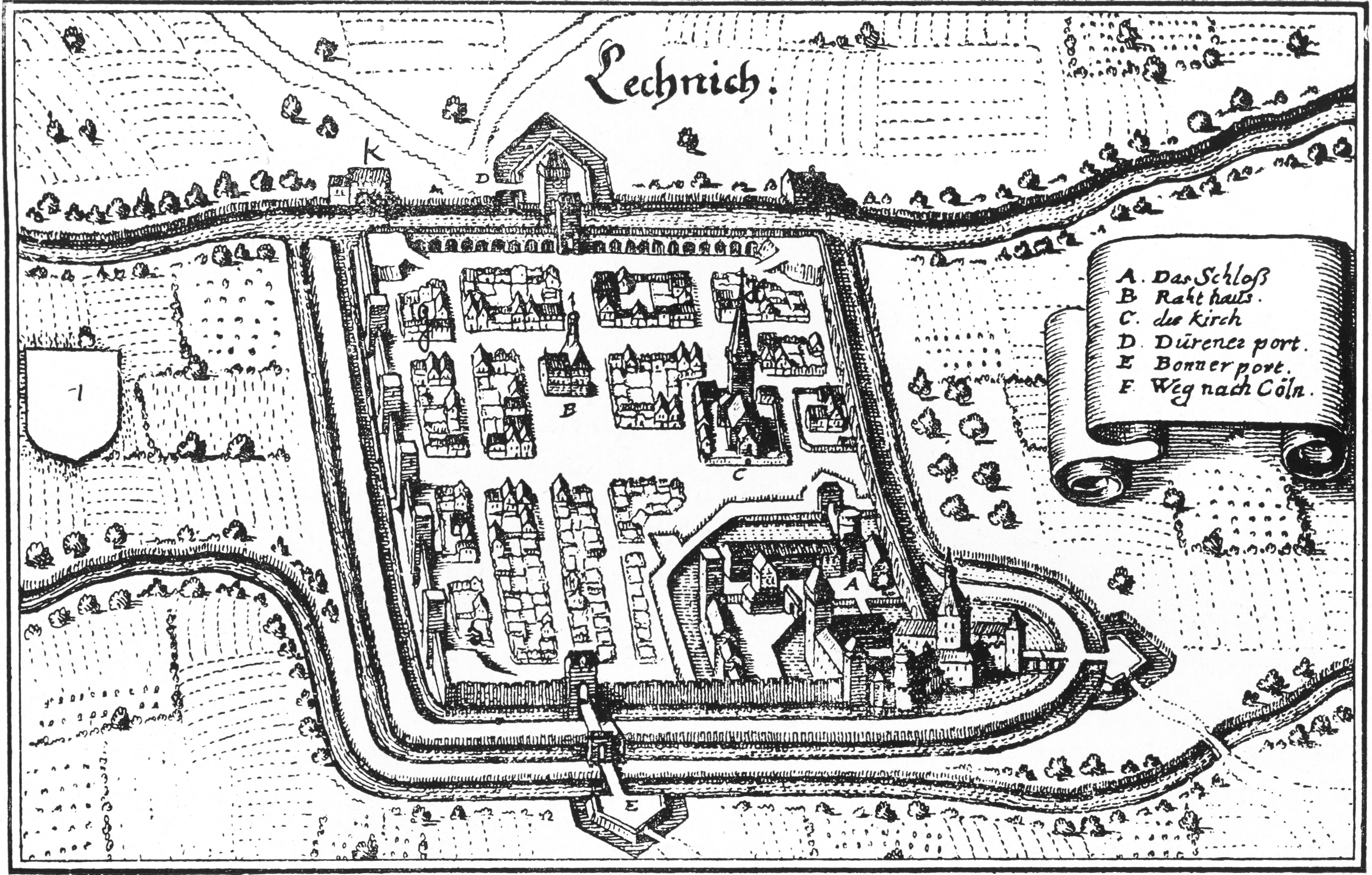
„Lechnich“ um 1646 mit der links des oberen Tores, außerhalb der Mauer, eingezeichneten Mühle
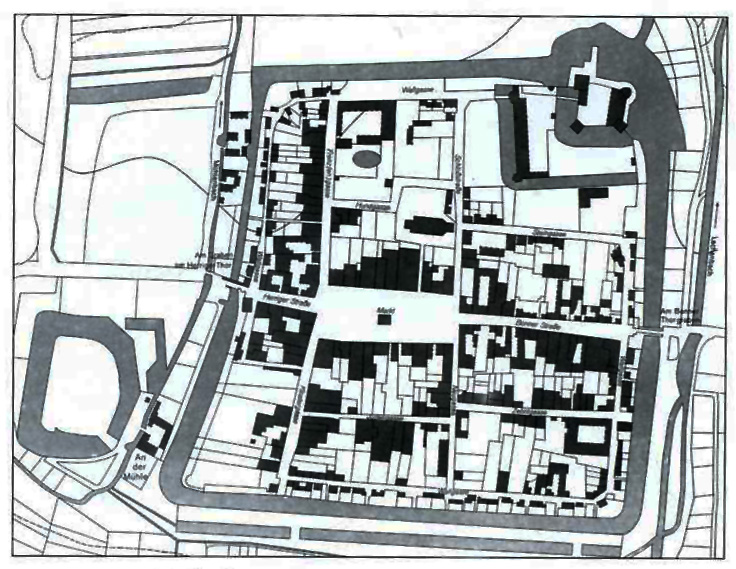
Französische Katasterkarte 1811, unten links die Mühle
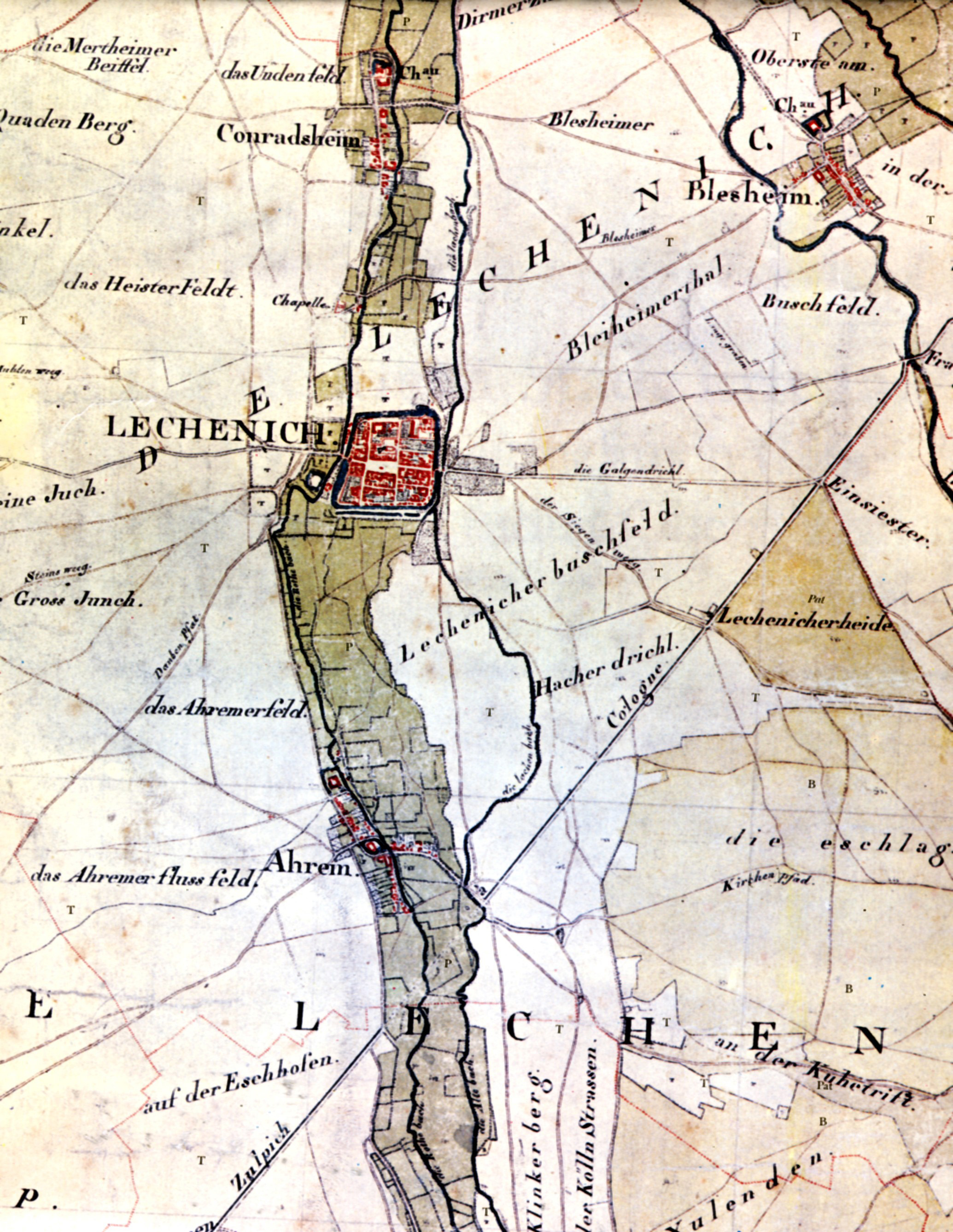
Bachläufe auf der Tranchot-Karte

Auf der nicht „genordeten“ Darstellung von 1646 zeigt Matthäus Merian die befestigte Stadt Lechenich. Auf diesem Stich ist, vor der Stadtmauer an deren südwestlichen Ende liegend, die „Obere Mühle“ eingezeichnet. Sie wurde von Merian mit dem für unterschlächtige Mühlen charakteristischen, großen Wasserrad dargestellt.
Die Namen der Bäche unterlagen im Lauf der Zeit vielen Wandlungen. Die Karte des französischen Geodäten Tranchot zeigt und bezeichnet die Bachläufe des Kanton Lechenich am Anfang des 19. Jahrhunderts. Zu entziffern sind die Namen: „Rothe bach“, „Lachebach“ und „Alte Bach“.

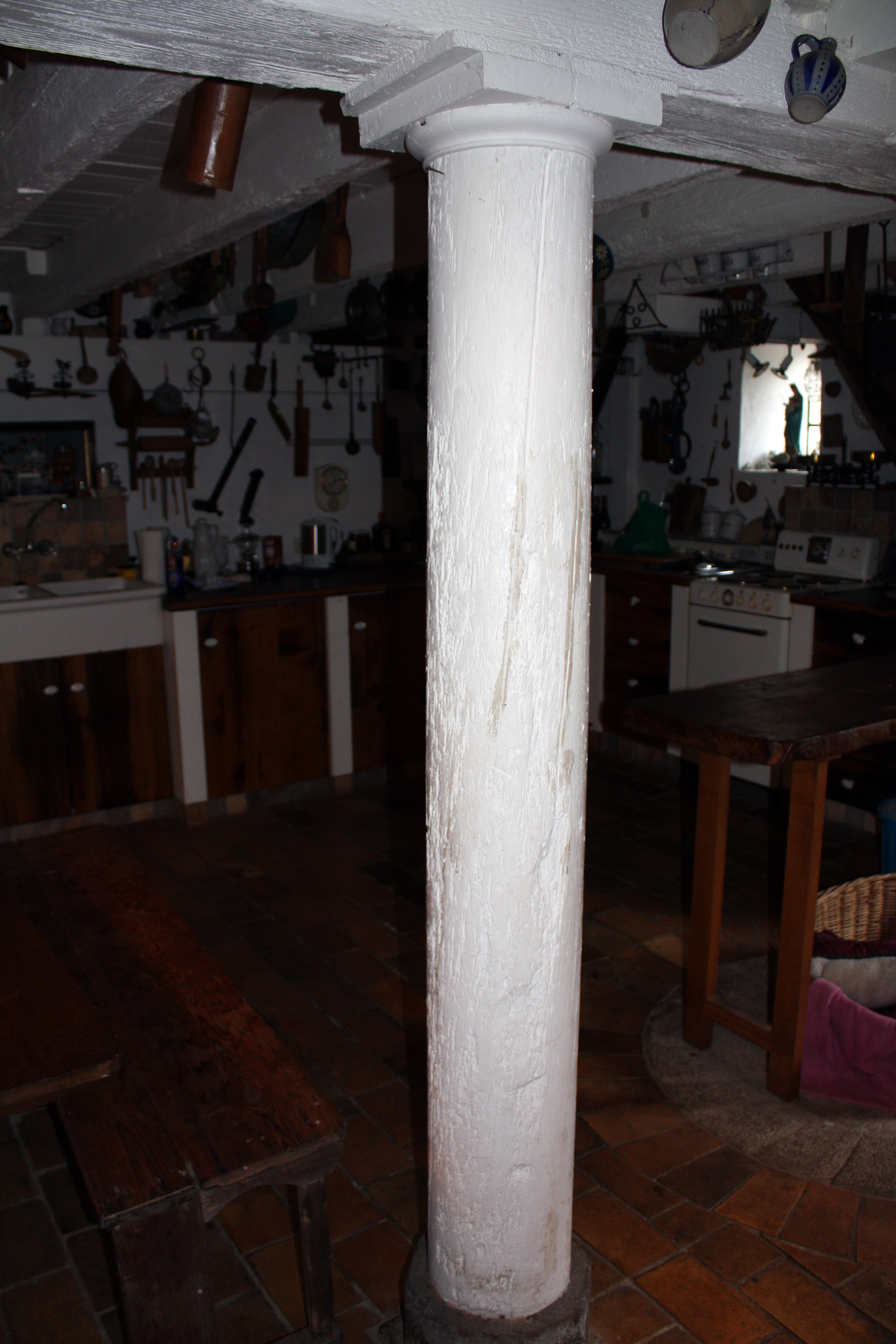
Eine der tragenden Säulen des Untergeschosses. Wahrscheinlich 18. Jh.

Nach dieser Karte lag das Zentrum der Mairie Lechenich zwischen „die Rothe Bach“ auf der westlichen und „die Lachen bach“ auf der Ostseite. Der Lachenbach trug südlich des Ortes Ahrem die Benennung „die Alte Bach“. Beide Bäche kamen aus der Eifel. Aus der Karte ist ersichtlich, dass der Rothe Bach westlich von Lechenich nach Konradsheim verlief, den Ort durchfloss und dann vor Dirmerzheim den östlich von Lechenich fließenden Lachenbach aufnahm, an den noch die Flurbezeichnung „Im Lacherfeld“ bei Dirmerzheim erinnert. Der Rotbach floss weiter durch Dirmerzheim und mündete zwischen Gymnich und Brüggen in die Erft. Bei der Bachregulierung Anfang des 19. Jahrhunderts wurden die Bäche bei Mülheim-Wichterich vereinigt. Zwischen Friesheim und Ahrem führte man dem ehemaligen Rotbach, der die Mühlen antrieb, wieder Wasser zu. Die Benennung wurde in den späteren Jahren geändert, sodass der ehemalige Alte Bach oder Lachenbach heute als Rotbach bezeichnet wird, der Rothe Bach wurde zum Lechenicher Mühlenbach. In Ahrem vereinigt sich zudem die aus Erp kommende Erpa mit dem Lechenicher Mühlenbach. Der Lechenicher Mühlenbach oder -graben endet in Konradsheim und der Rotbach fließt nördlich von Dirmerzheim in die Erft.
Die Zeit der Säkularisation, in der durch Tranchot (und später durch Karl von Müffling) gute Topographische Aufnahmen entstanden, brachte auch für die „Bannmühle“ am Lechenicher Stadtgraben, große Veränderungen mit sich.

### Säkularisation
Im Zuge der Säkularisation im Jahr 1802 erfolgte durch Konsularbeschluss auch die Beschlagnahme der geistlichen Güter. 1804 wurden die Mühlengebäude, das Wohnhaus, die Wirtschaftsgebäude und eine inzwischen eingerichtete Brennerei zur Herstellung von Branntwein verkauft.

### 19. Jahrhundert

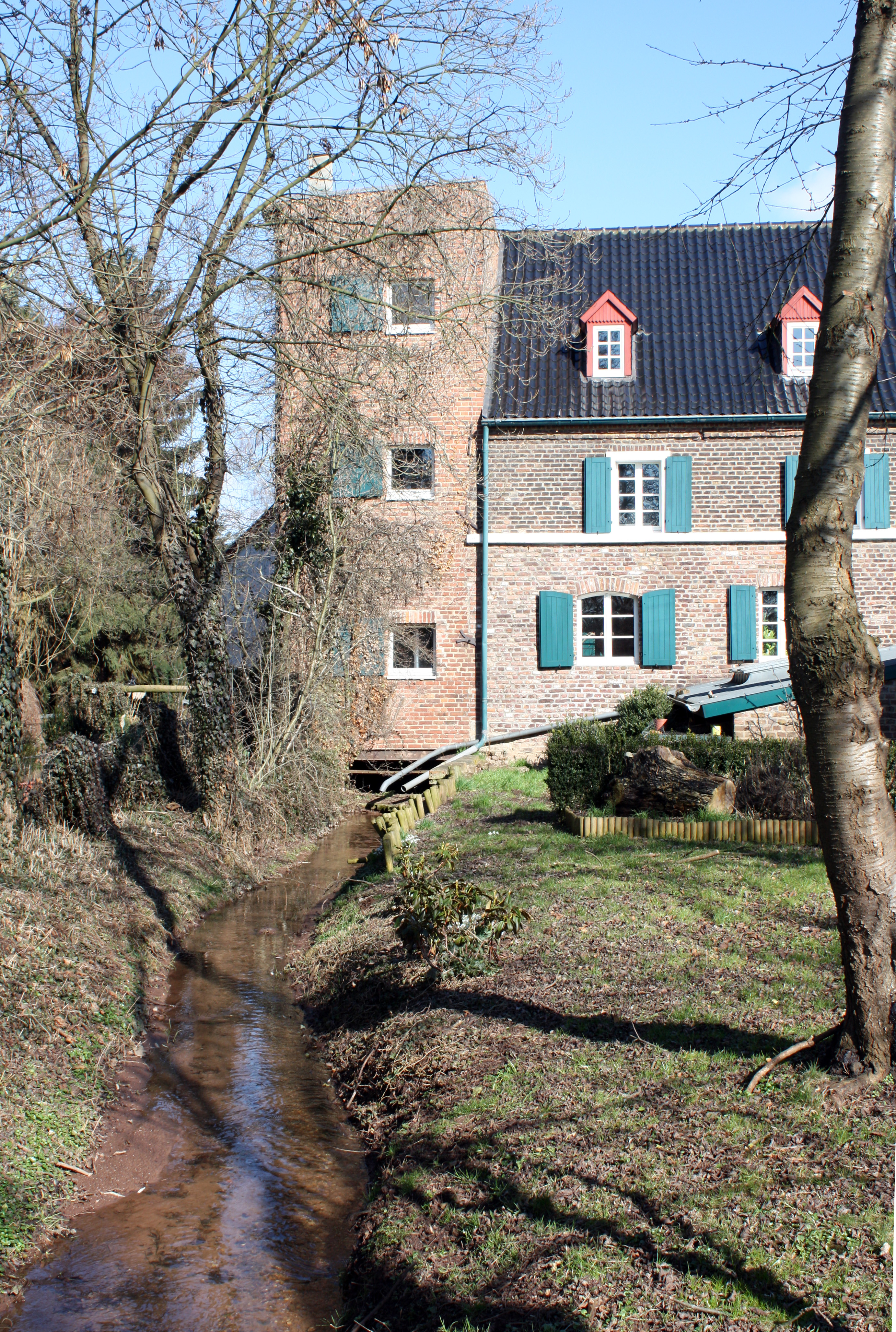
Der Bach traf an der Stelle des später erbauten Ecksilos auf das Mühlrad

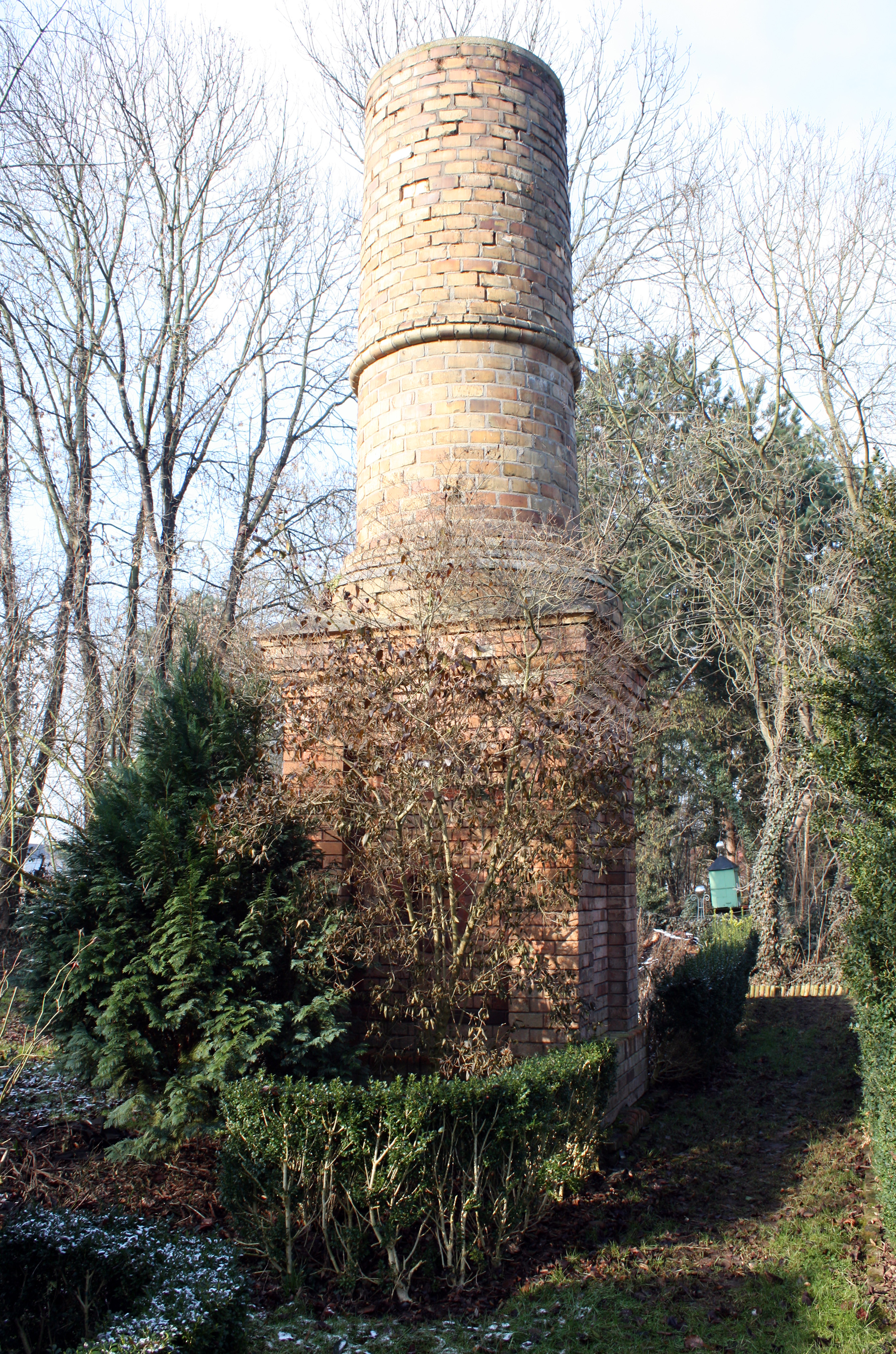
Kaminrest eines Maschinenhauses, Anfang 20. Jahrhundert

Die wirtschaftliche und industrielle Entwicklung im Raum Lechenich wurde, auch aufgrund fehlender Infrastruktur zu dieser Zeit, als schwach beschrieben. Die Menschen der Region lebten bis auf eine kleine Oberschicht in bescheidenen Verhältnissen. Fast alle, ob als Eigentümer oder Pächter, lebten überwiegend von den erwirtschafteten Erträgen der Landwirtschaft (die neben der später aufkommenden Beschäftigung in der Braunkohle bis in den Beginn der 1960er Jahre dominierte) oder führten kleine Handwerksbetriebe, die ihnen den Lebensunterhalt ermöglichten. Die Mehrzahl der Bevölkerung bestand jedoch aus Lohnabhängigen, die sich als Mägde, Knechte oder als Tagelöhner verdingten.
Zu den Eigentümern oder Pächtern gehörte auch der Berufsstand der Müller, deren wirtschaftliche Lage zum Anfang des 19. Jahrhunderts nicht besser war.
So kann die schon 1820 eingerichtete Branntweinbrennerei in der Stadtmühle der fehlgeschlagene Versuch der Müller gewesen sein, sich einen weiteren Erwerbszweig zu schaffen. Produktnamen der Destillationserzeugnisse der Mühle sind jedoch nicht überliefert.
Die Angaben zu den einzelnen Mühlenbetreibern sind spärlich.
So soll 1820 eine Wassermühle, gelegen zu Lechenich, die als Stadtmühle bezeichnet wurde, verkauft oder verpachtet worden sein. Angeboten wurde in einer Offerte eine doppelte Mahlmühle, sowie eine Ölmühle nebst einer Wohnung, einer Scheune und Stallungen. Auch eine Brennerei wurde angeführt. Es wurde darauf hingewiesen, dass alles in Stein erbaut sei und von zugehörigen Gärten, Baumgärten, einigem Ackerland und Wiesen umgeben sei.
1827 wurde die in ihrer Beschreibung mit obiger Offerte identische Lechenicher Liegenschaft des zu Kaarst wohnenden Gutsbesitzers Johann Mathias Decker zum Verkauf angeboten. Sie wurde bewohnt und benutzt von Margarethe Decker, der Tochter der Eheleute Decker. Als Erstgebot wurde die Summe von 2000 Talern angeführt.
Der dann folgende Müller der „Stadtmühle“ war Benedikt Dünbier. Er stellte 1831 einen Antrag zur Errichtung eines zweiten Wasserrades, dem durch die Verwaltung stattgegeben wurde. Neben den üblichen Dienstleistungen einer Getreidemühle bot er auch landwirtschaftliche Produkte seines Hofes an. Überdies soll er, als Neuerung, noch im gleichen Jahr fein gemahlenen Gips offeriert haben. Der Grund einer 1844 im Amtsblatt der königlichen Regierung erschienenen Verkaufsanzeige, in welcher das Mühleninventar angeboten wurde, ist nicht bekannt. Feilgeboten wurden in diesem Inserat neben Haustieren wie Ackerpferden, Kühen und Schweinen, auch deren Futtermittel wie Rüben und Kartoffeln und überdies Ackergeräte, eine Kutsche und Mobiliar des Hauses. Wohl als aufschlussreichstes Indiz der damaligen „Hofstruktur“ war die ebenfalls in der gleichen Anzeige angebotene Ausstattung einer Brennerei anzusehen.

### Von der Stadt- zur Oebelsmühle
Um das Jahr 1860 erwarben Theodor Oebel und seine Frau Kunigunde das Lechenicher Mühlenanwesen. Von dem von 1896 bis 1900 von der Familie Oebel als „1.ter Müller“ neben anderen Kräften angestellten Müllermeister Wilhelm Salgert stammen ausführliche Angaben zur damaligen Mühle. Salgert beschrieb nicht nur dezidiert den Mühlenalltag, sondern berichtete auch über die vorhandenen technischen Einrichtungen und Abläufe in der Oebelsmühle.

Die Namensgeber und ihr Anwesen
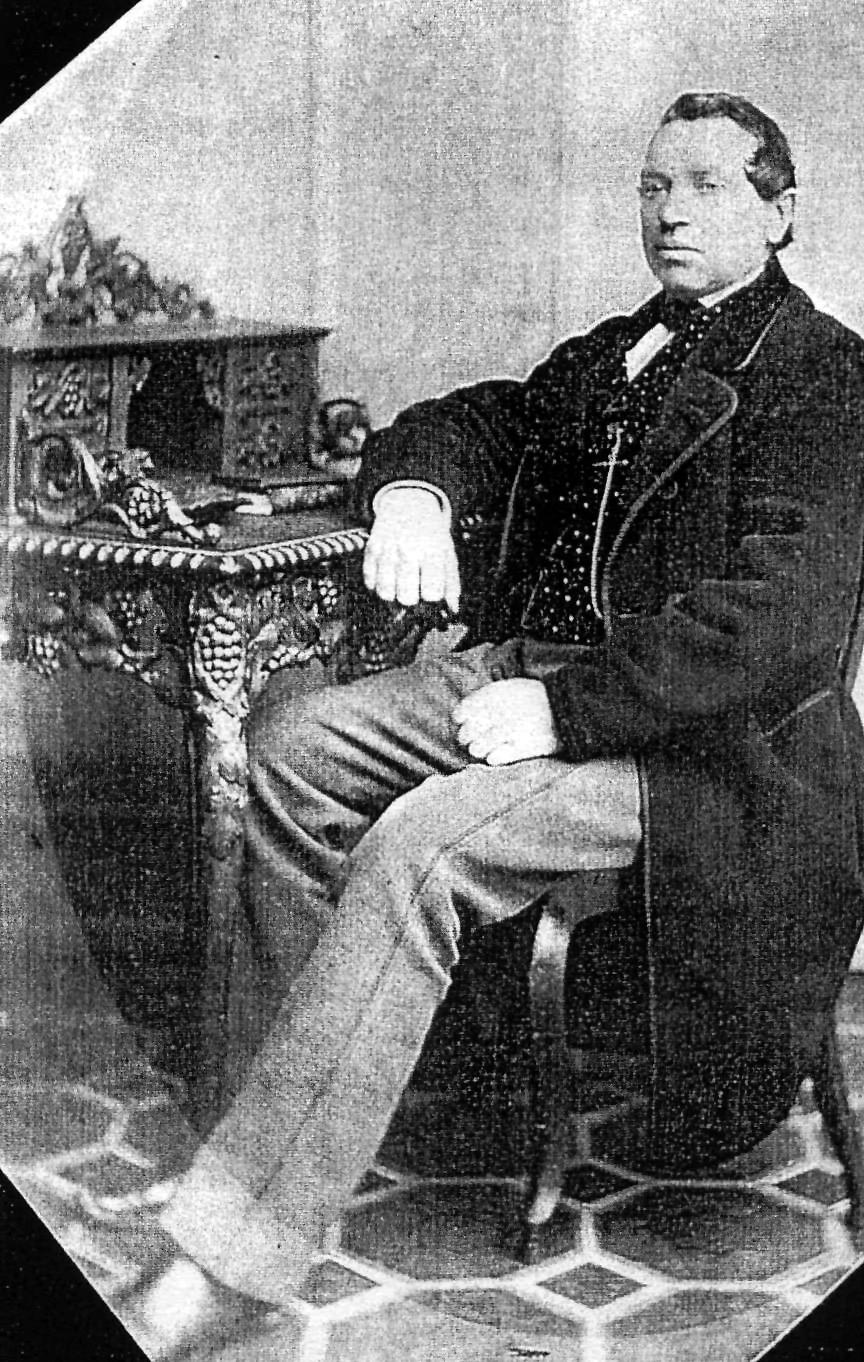
Theodor Oebel
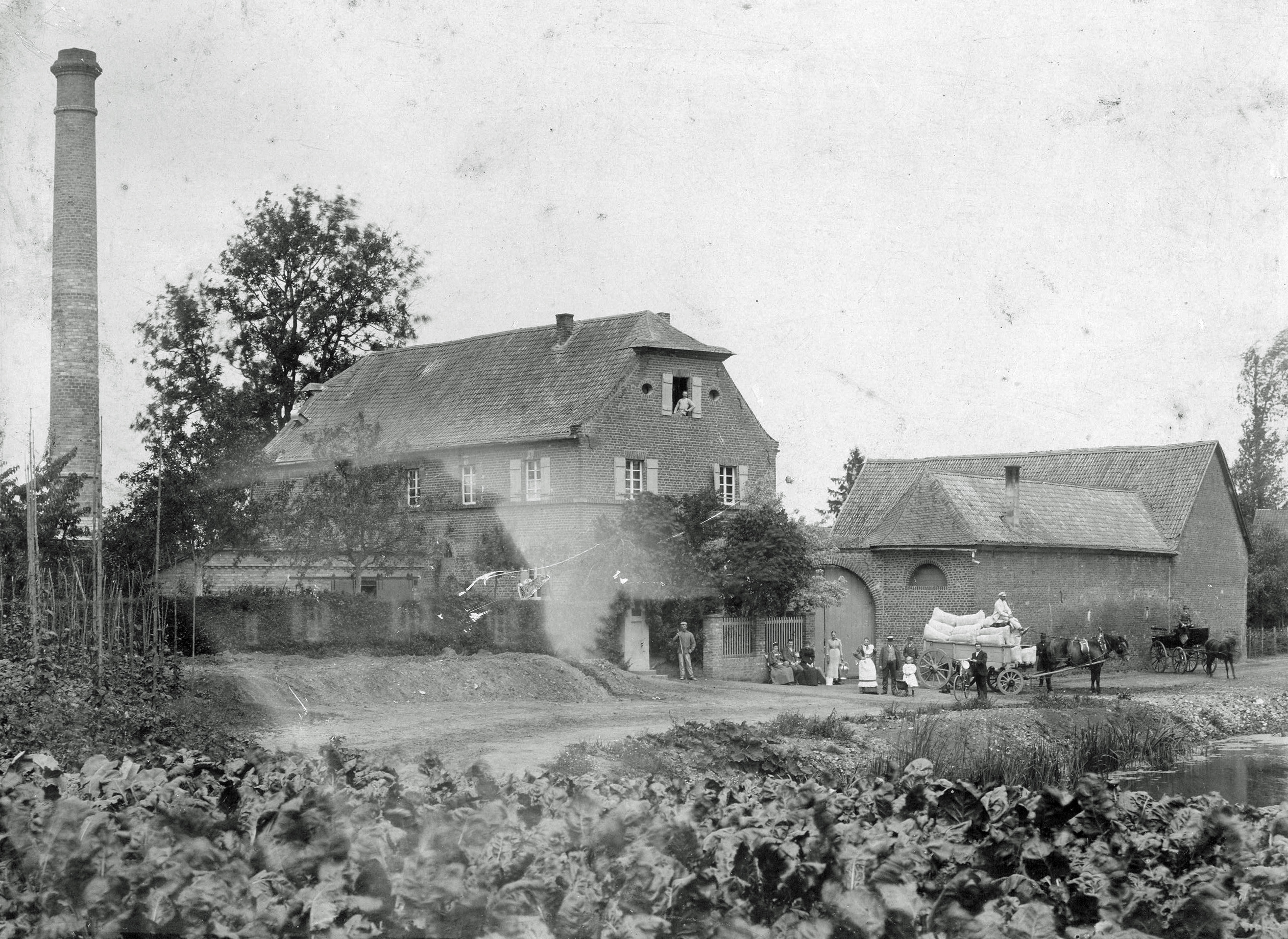
Oebelsmühle vor 1895
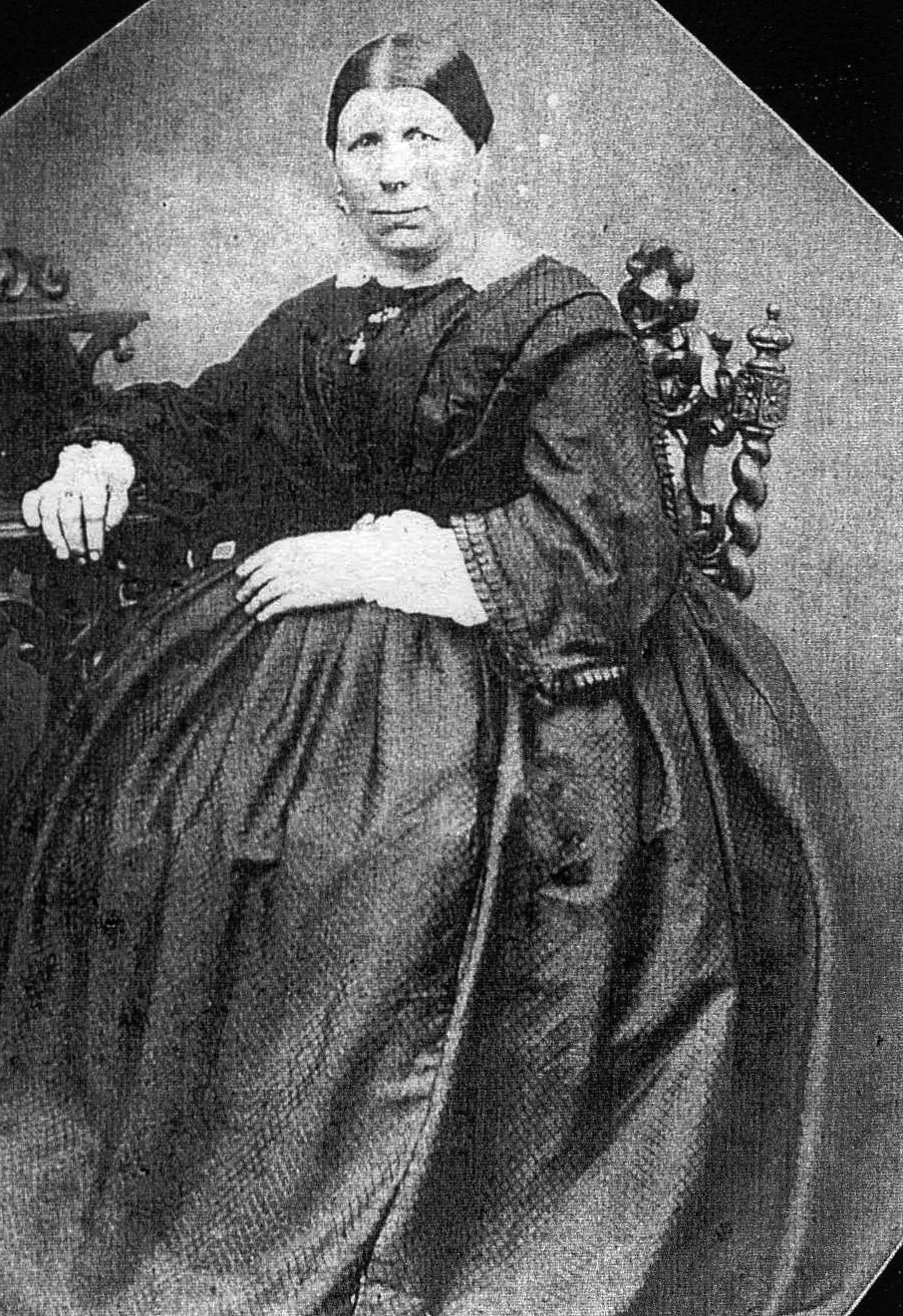
Kunigunde Oebel

Am Ende des 19. Jahrhunderts nutzte man, wahrscheinlich ergänzend, die neue Technik der Dampfkraft und wurde so unabhängig von den Schwankungen der Wasserstände des Mühlenbaches, die teils künstlich gedrosselt wurden, aber auch wetterbedingt auftraten.
Als Antriebskraft nutzte man zu Anfang vorrangig die Kraft des Mühlenbachs durch ein großes, eisernes Wasserrad mit geschlossenem Kranz und Schaufeln. Es folgte später die 1881 entwickelte Technik einer durch einen Flammrohrkessel betriebenen, liegenden 45 PS Dampfmaschine, die zunächst als Reserveantrieb der Mühle eingesetzt wurde. Wasserrad und Dampfmaschine konnten gemeinsam die Hauptantriebswelle antreiben. Diese verlief durch das untere Geschoss der ganzen Mühle und verband mit schweren, breiten Riemen die Maschinen im ersten Stockwerk. Von da aus wurden in gleicher Art eine Antriebswelle des oberen Geschosses angetrieben und setzte so alle benötigten Maschinen mit Hilfe eines schaltbaren Getriebes in Bewegung.
Diesen Zusammenhang erläutert die Schilderung ehemaliger Arbeitsabläufe des Mühlenbetriebs in einem alten, dem heutigen Besitzer des Anwesens vorliegenden, Briefwechsel der Familie Oebel. In einem Briefabschnitt heißt es:
 Die Mühle mit ihrer Einrichtung, leistete früher mit Wasser- und Dampfkraft, pro Woche in Tag- und Nachtschicht, von Sonntagnacht 1 Uhr, bis zum nächsten Sonntagmorgen 5 Uhr, 150 Zentner fertige Ware. Im Frühjahr und Sommer waren es weniger (Zentner), da uns dann das Wasser, von Sonntag-Mittag bis Montag-Abend, zur Bewässerung der Wiesen entzogen wurde. Die Dampfkraft benutzten wir dann auch nur in dringenden Fällen. 
Aus dieser Zeit stammt der erhaltene Restkamin aus Backstein des ehemals links der Mühlenanlage errichteten Maschinenhauses. Dieser Mühlentechnik folgte im weiteren Verlauf des vorigen Jahrhunderts ein Dieselantrieb.

### Personal, Arbeitsalltag und Technik

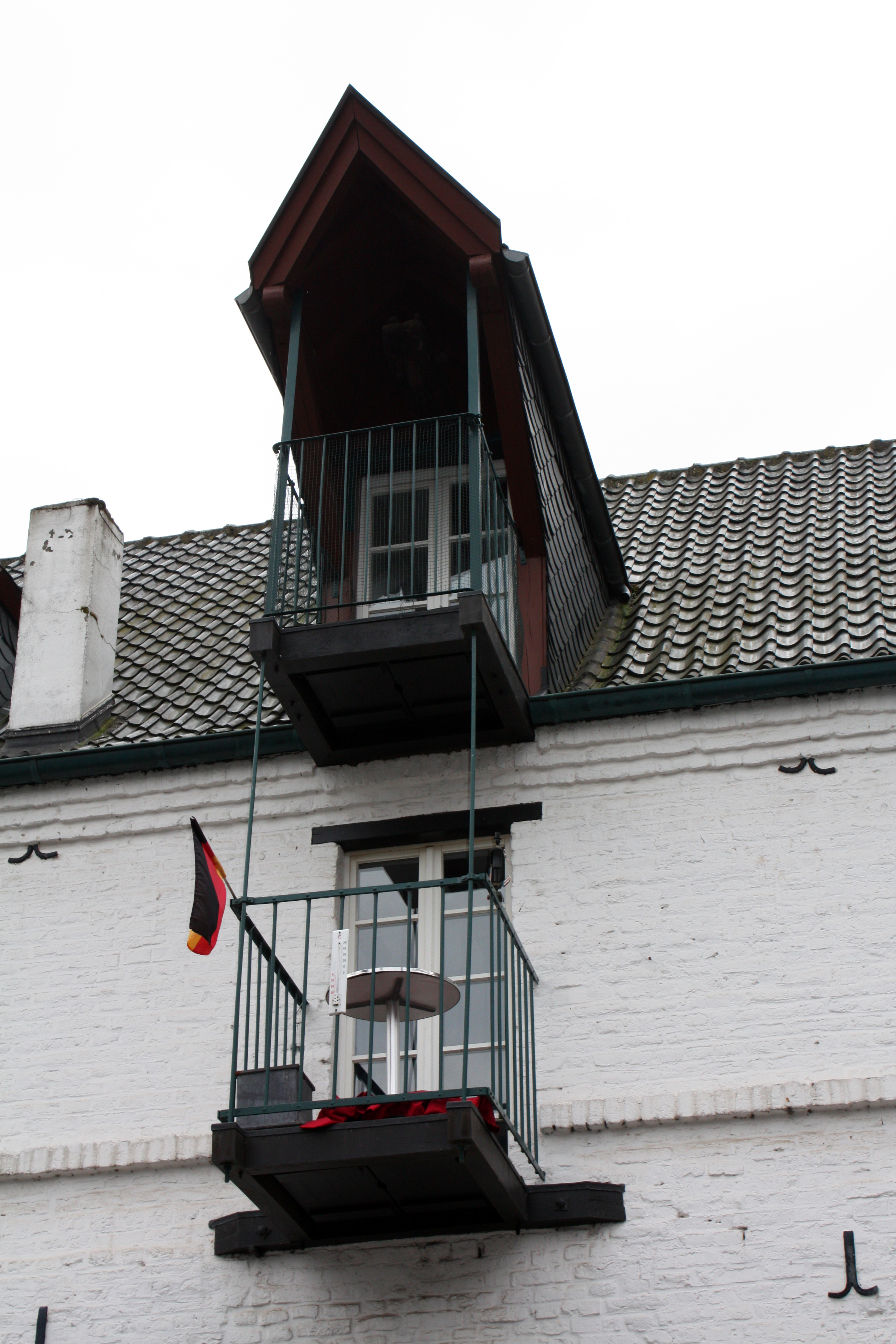
Ladeluke als Dachgaube

Aus dem Schriftverkehr lässt sich ferner ersehen, dass das Mühlenpersonal neben Hausangestellten aus einem 1. und einem 2. Müller (wahrscheinlich Meister und Geselle) sowie einem Lehrling bestand. Da die Mühle Tag und Nacht lief, war ein Schichtbetrieb der Belegschaft erforderlich. Dies hieß in der damaligen Praxis:
 Die Schicht für uns 2 Müller war, von morgens 8 Uhr bis um 12 Uhr Nachts, 16 Stunden, Tagsüber waren wir also mit 3 Mann, bis Nachmittags 4 Uhr, dann ging der, (der) Nachtschicht hatte, bis um 12 Uhr nachts schlafen. 
Das mit Pferdefuhrwerken in Säcken angelieferte zu mahlende Getreide wurde im Mühlenhof mit einem Seilzug in das obere Geschoss der Mühle gehievt.
Die dort beginnenden Arbeitsgänge in der Mühle waren teilweise durch herangereifte Maschinentechnik automatisiert worden. Neben dem normalen Walzenschrotstuhl gab es zwei Porzellanstühle für besonders feine Mehle. Es konnte ein Französischer (mittels Quarzsteinen französischer Herkunft aus dem Jura) und ein Deutscher Mahlgang durchgeführt werden.
Von einer Reinigungsmaschine mit darunter liegenden zwei „Trieg(ö)euren“ gelangte das Mahlgut in den Verarbeitungsprozess.

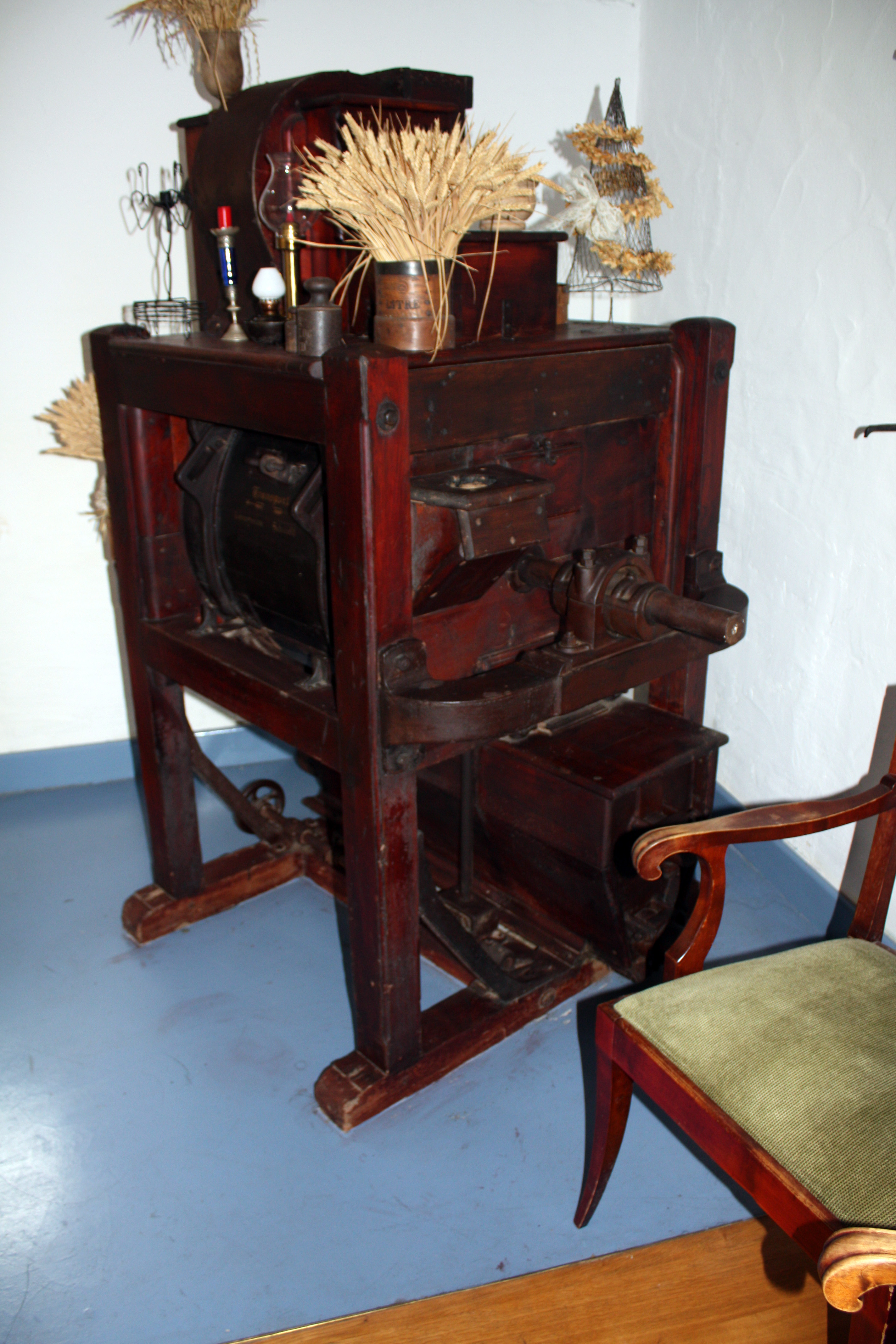
Historischer Walzen- oder Mahlstuhl
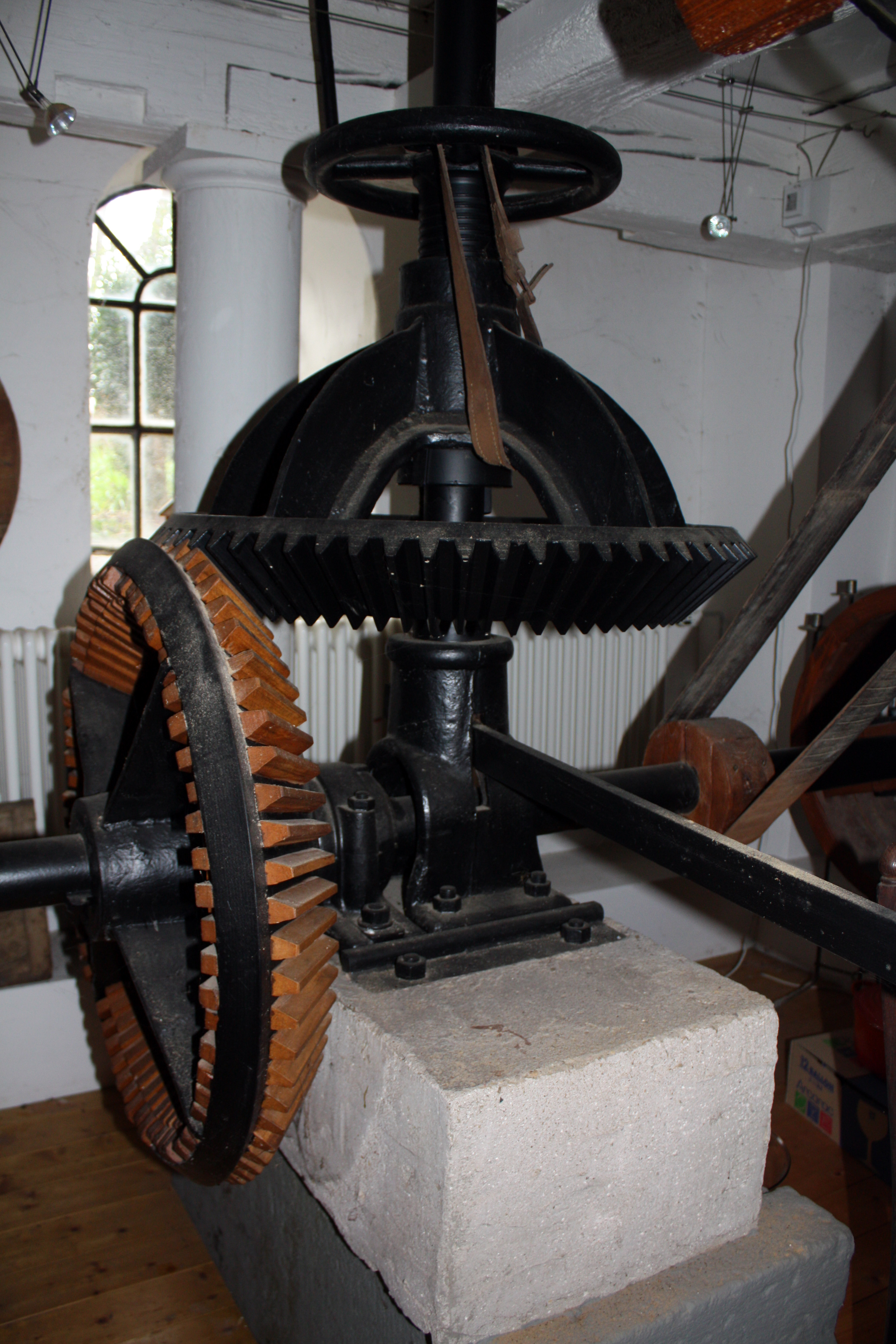
Mühlentechnik
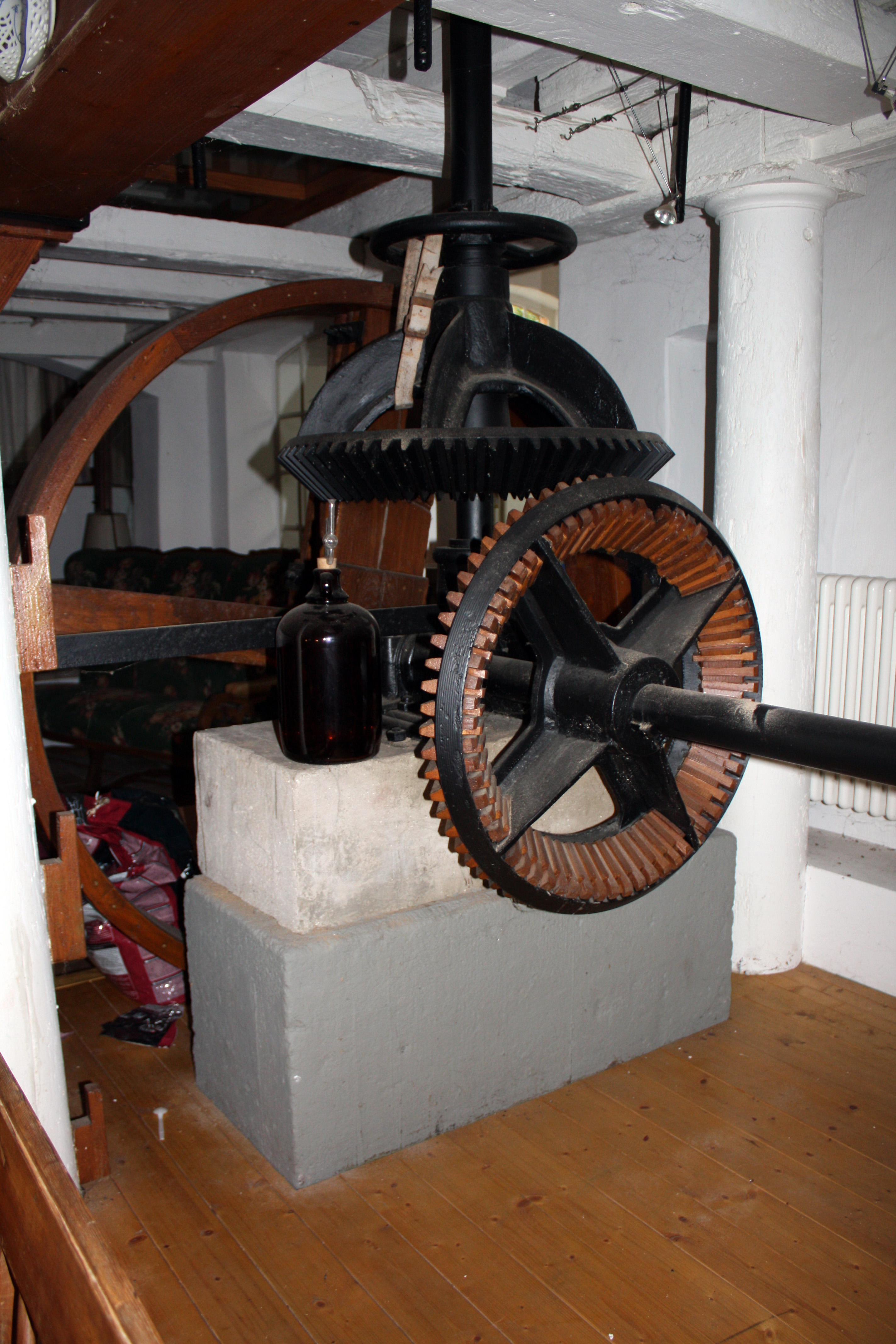
Mühlentechnik
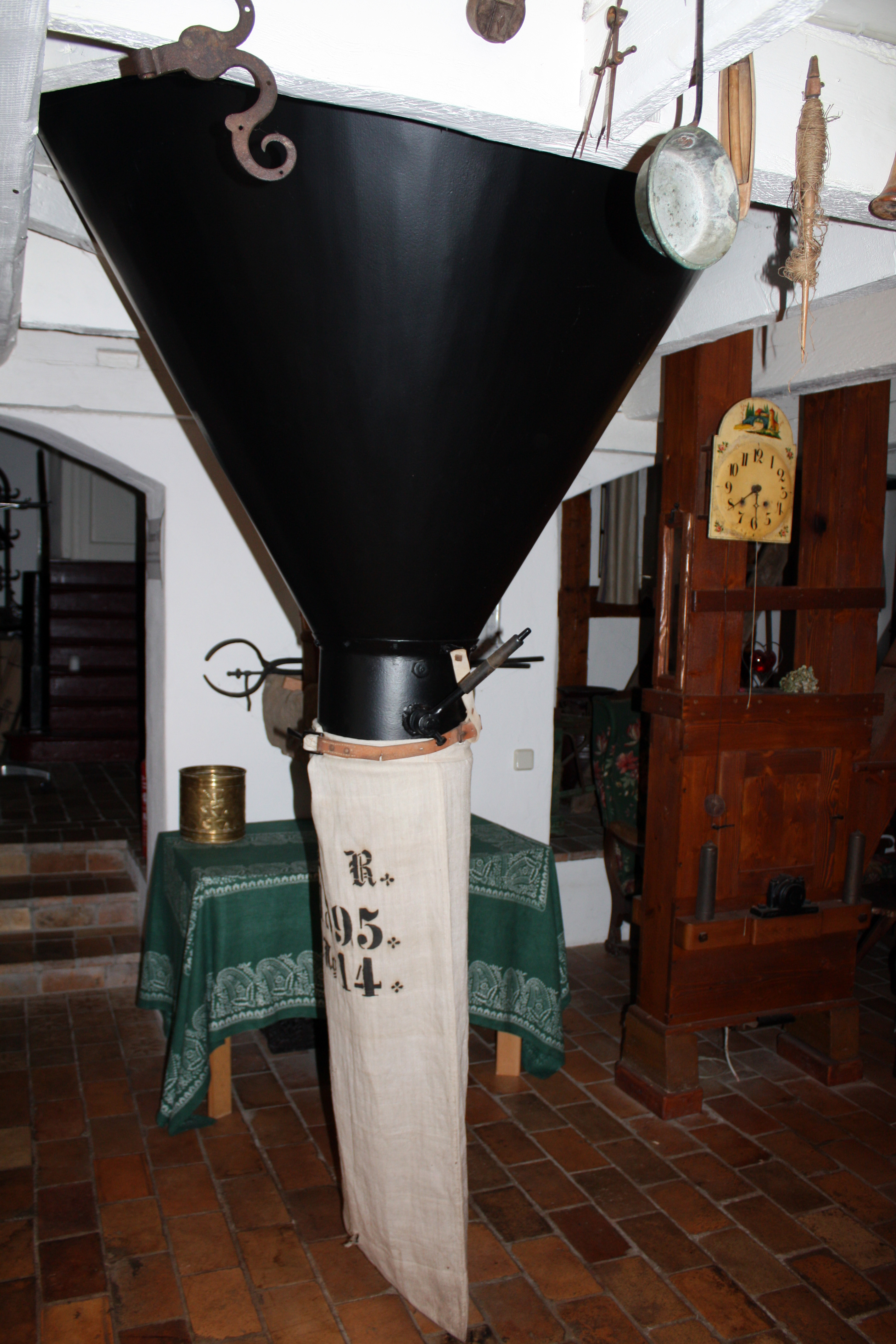
Abfüllanlage

Die Körner liefen zuerst über ein mit starken Magneten ausgestattetes Sandsieb, auf dem etwaige Eisenteile festgehalten wurden. Für die folgenden Arbeitsgänge waren vielfältige Gerätschaften vorhanden. Die beiden „Triegöre“ sonderten den dickeren Samen aus, eine Siebmaschine trennte letzte Rückstände, die notwendigen Elevatoren und Transportschnecken sorgten für den Weitergang des Materials in die Bearbeitung, eine Mehlmischmaschine mit Elevator sortierte und lenkte zur entsprechenden Absackschnecke. Über den Abfüllstutzen im Untergeschoss verließ das fertige Produkt die Mühle.
Die Mühle vermahlte zu dieser Zeit Mahlgut in Partien zu je 50 Zentnern in vier Schrotungen, wobei mit der vierten Schrotung die Kleie, Grob- und Feingrieß getrennt abfielen.

### 20. Jahrhundert

#### Einzelne Vorkommnisse
- 1913.  Nach dem Erhalt eines im November 1913 durch Victor Oebel ausgestellten guten  Zeugnisses verließ der in der Firma Oebel tätige Müller Ludwig Heinen auf eigenen Wunsch den Betrieb. Er übernahm als selbstständiger Müller die „Untere Mühle“ in Lechenich, die dann allgemein „Heinensmühle“ genannt wurde.
- 1934. Auf einem erhaltenen Foto dieses Jahres posieren vier Personen auf dem Mühlenhof, auf und vor einem mit gefüllten Mehlsäcken beladenen Wagen. Es ist ein mit Kranzgebinden geschmücktes, mit aufgebrachten Propagandasprüchen und  den Emblemen des Nationalsozialismus versehenes Pferdefuhrwerk. Der wohl für eine Teilnahme an einem Umzug anlässlich des Handwerkertages 1934 hergerichtete Wagen trug aufgemalte Beschriftungen mit folgendem Text:

Deutsche Wirtschaft schwer in Not, aus deutschem Mehl dein täglich Brot.
- 1948. Schon bald nach dem Zweiten Weltkrieg wurde die Mühle an die Firma Auer in Köln (Dort baute Heinrich Auer schon 1850 eine Dampfmühle in Köln-Nippes) verpachtet. Aufgrund der gestiegenen Hygieneansprüche erfolgten durch den Pächter diverse Investitionen, wie die einer neuen Reinigungsmaschine und weiterer Ausstattungen des Mühlenbetriebes. Dieser wurde nun speziell auf das Mahlen von Roggenschrot ausgerichtet. Den Dieselantrieb ersetzte eine weitaus effizientere und sauberere Elektrifizierung der Anlage.
- 1950. Nach wie vor war der Eigentümer für die verpachteten Gebäude des Anwesens selbst zuständig. Dies belegt eine an die Firma Viktor Oebel gerichtete Baukostenrechnung aus dem Jahr 1950. In dieser wurden von einer Blessemer  Bauunternehmung für Mauerwerkarbeiten und das Einziehen einer Betondecke Kosten von DM 3145,80 in Rechnung gestellt.

### Stilllegung der Mühle
Der letzte in der Oebelsmühle tätige Müller, Nikolowius, bewirtschaftete von 1960 bis 1972 für die Firma Auer die Lechenicher Mühle. Das in großen Mengen und in kurzen Zeitabständen von der „Rheinischen Waren-Zentrale Lechenich“ (heute das Areal einer Discounterkette) angelieferte Erntegut wurde zur Weiterverarbeitung in Getreidesilos gespeichert. Mit zwei Mitarbeitern verarbeitete sodann der Müller ein durchschnittliches Ernteaufkommen von 100 Tonnen Roggen.
Wahrscheinlich waren damit die Kapazitäten der alten Mühle erschöpft, der Mühlenbetrieb wurde im Jahr 1972 aus Rentabilitätsgründen eingestellt.
Nach einigen Jahren Leerstand der Gebäude verkaufte die Familie ihr traditionsreiches Mühlenanwesen im Jahr 1982 an die Stadt Erftstadt. Noch im gleichen Jahr erwarb es der heutige Besitzer.

## Heutiges Anwesen

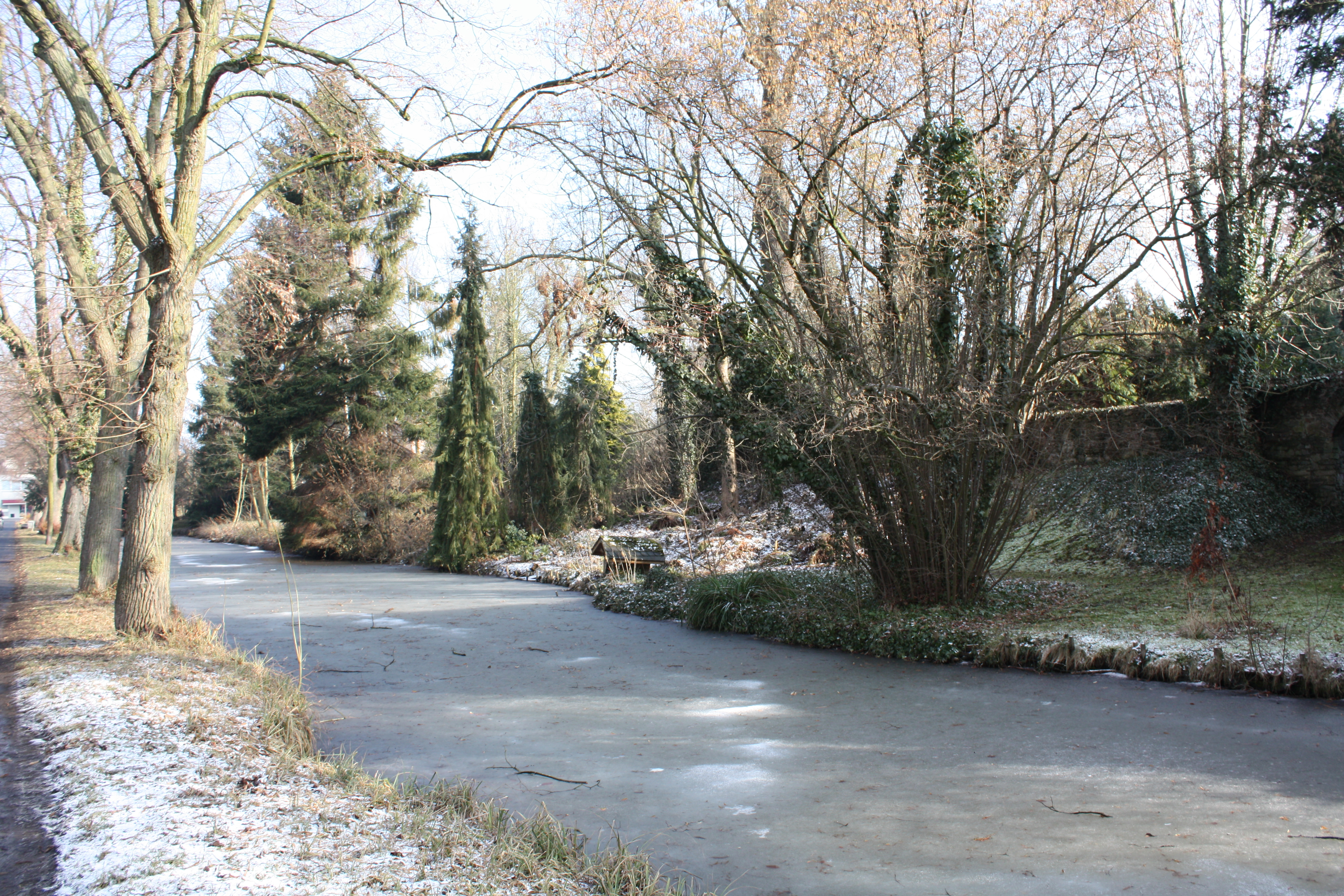
Vereister Stadtgraben vor der Oebelsmühle

Das idyllisch gelegene Anwesen liegt an einer kleinen Nebenstraße mit der Bezeichnung „Auf dem Graben“. Der Name bezieht sich auf den hier als Teilstück südlich des Herriger Stadttores verlaufenden Stadtgraben der alten Befestigung.
Der Wasser führende Graben ist westlich von Platanen und östlich mit Buschwerk überwucherten, rudimentär erhaltenen Teilen der alten Stadtmauer (hinter der bis 1804 das Kloster der Franziskaner lag) gesäumt. Hinter dem ehemaligen Mühlengelände geht das Terrain in eine von Weiden, Hecken und vereinzelten Gehölzen bestandene Landschaft über. Dort erbaute man die erste Lechenicher Burg.

### Beschreibung
Das in seiner heutigen Bausubstanz in der Mitte des 19. Jahrhunderts entstandene Hauptgebäude, dessen Giebelseite durch ein Walmdach abschließt, ist, wie auch die Nebengebäude zur Straßenseite der heutigen Wohnanlage, ansprechend durch aufgebrachte Stuckumrandungen verziert. Die Errichtung eines neuen Dachstuhles mit entsprechenden Dachziegeln, sowie die dann eingearbeiteten Dachgauben wurden im Rahmen der erforderlichen Sanierungen durch den jetzigen Eigentümer in den 1980er Jahren in Auftrag gegeben.

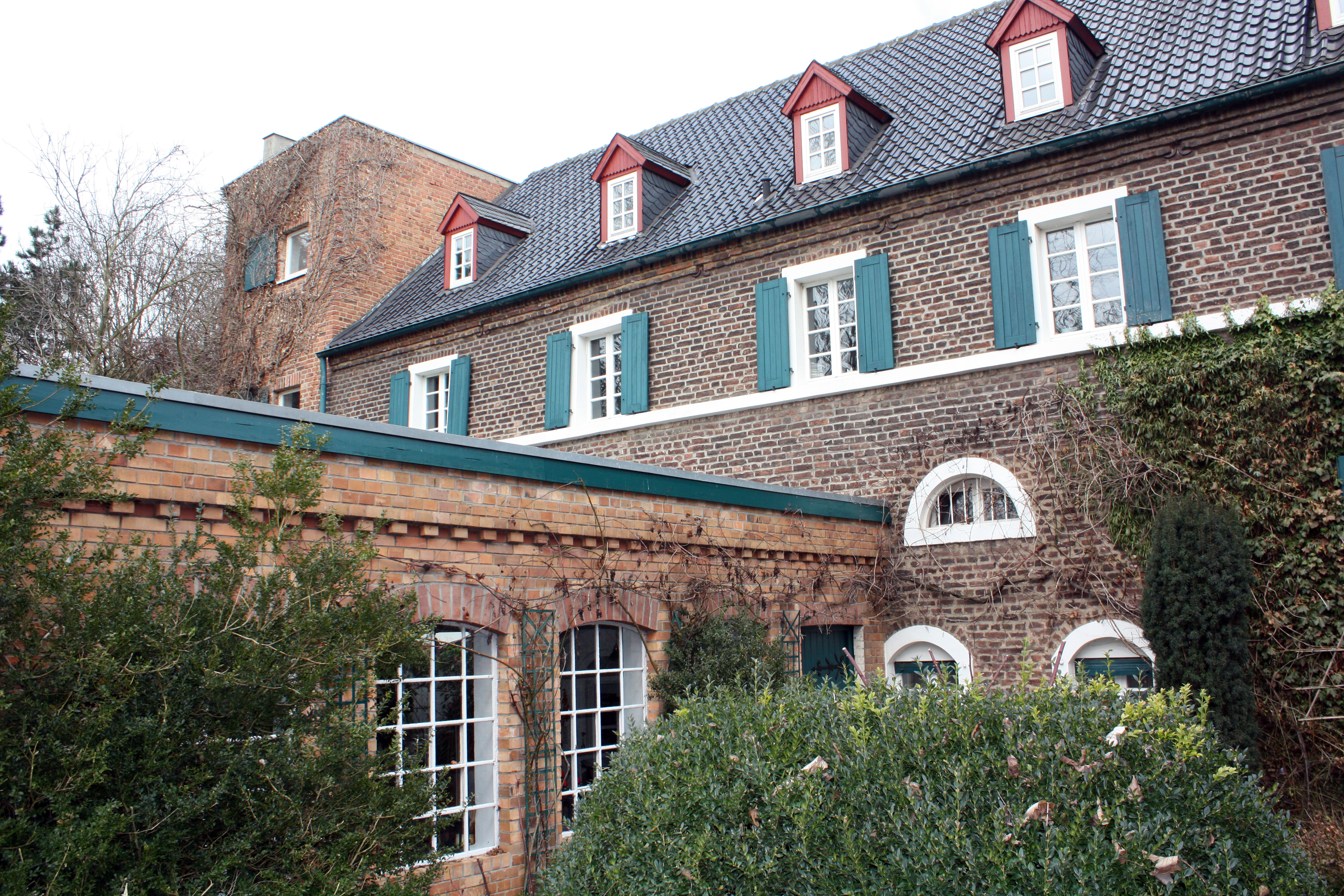
Restmaschinenhaus und Getreidespeicher
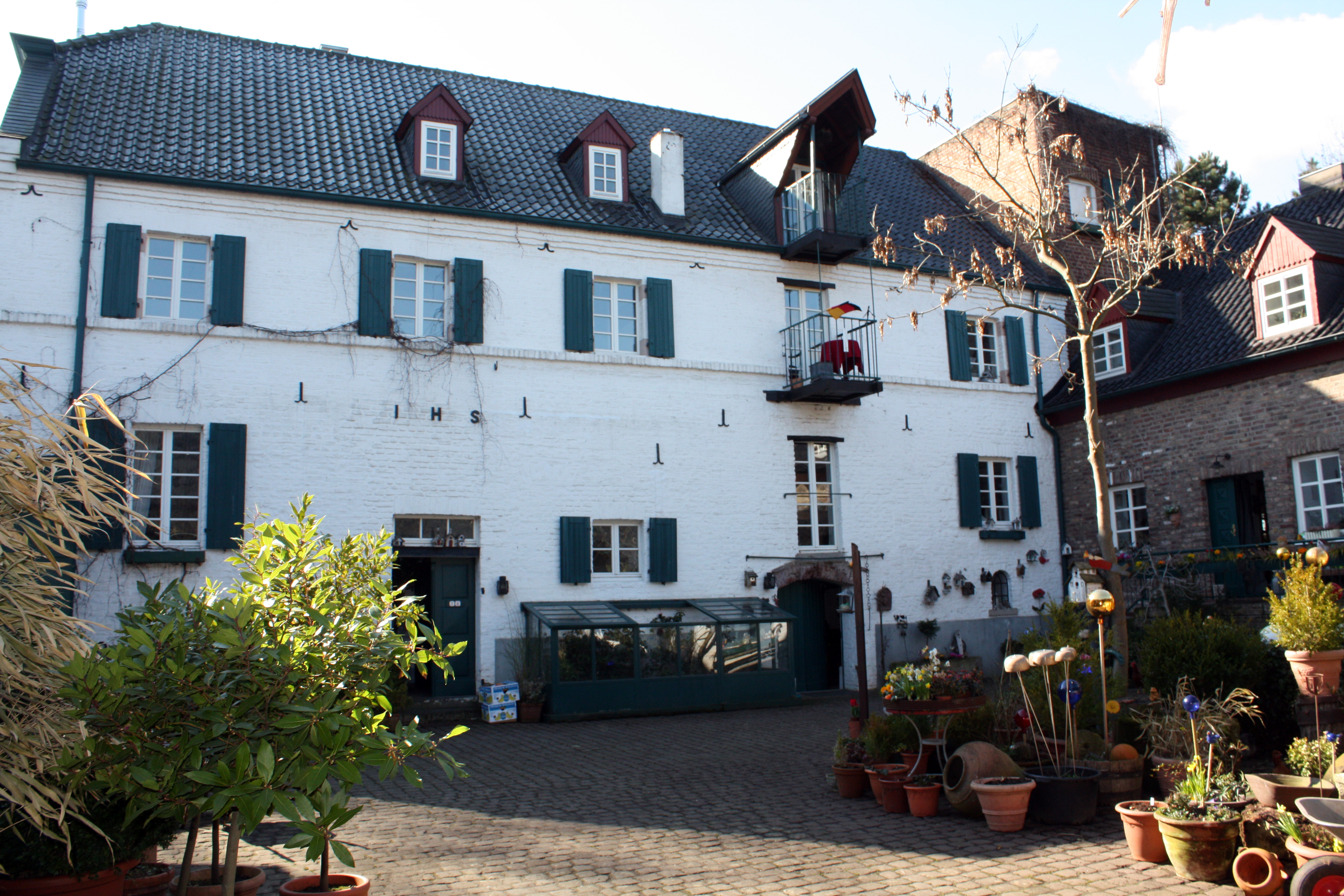
Ladegaube im Dach des Hauptgebäudes
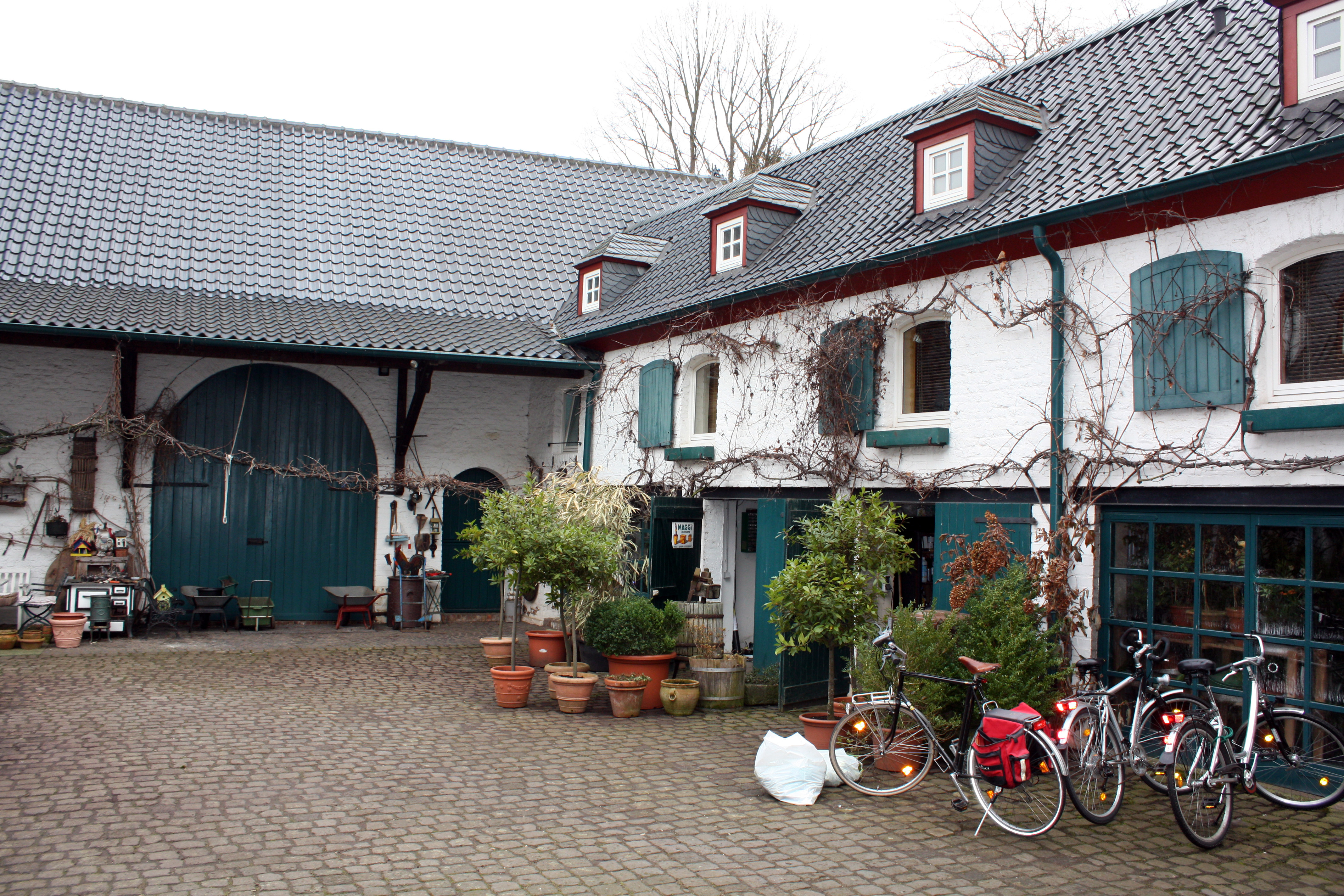
Innenhof, Nord- und Ostseite
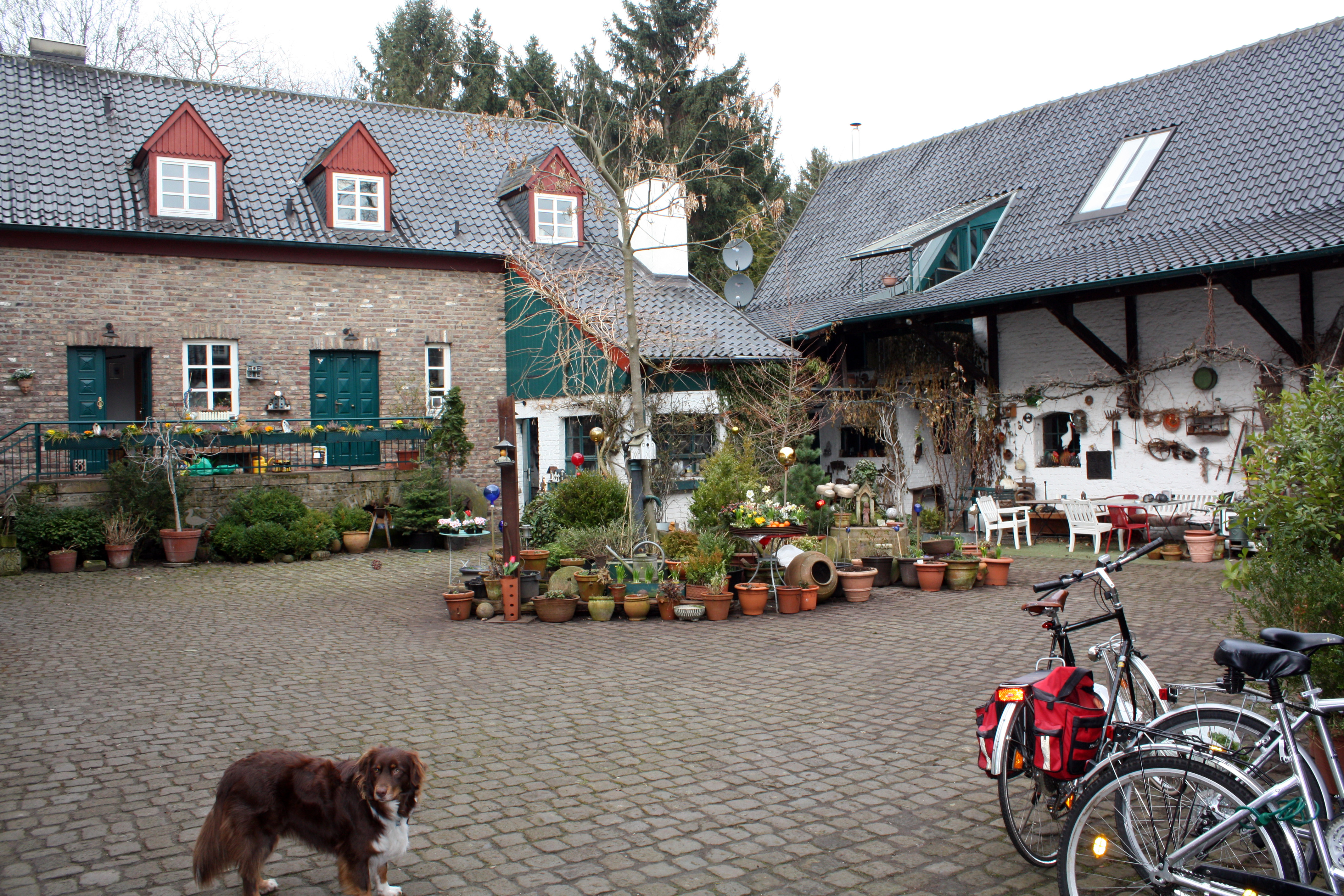
Innenhof, West- und Nordseite

Die Gesamtanlage des Anwesens bildet ein Karree, welches einen gepflasterten Innenhof umschließt. Das äußere Mauerwerk der Gebäudeteile besteht aus naturbelassenem, rotbraunen Backstein. Der Innenhof ist überwiegend weiß gekalkt. Der Vorderfront des zweigeschossigen, in Ost-West-Richtung erbauten einstigen Haupt- und Wohngebäudes schließt sich zur Straßenseite ein großes Hoftor an. Es verbindet das Haupthaus nach Norden mit dem zu einer Wohneinheit umgewandelten ehemaligen Stallgebäude. Diesem schließt sich von der Straße nach Westen die ebenfalls unter Berücksichtigung denkmalpflegerischer Auflagen zu einem weiteren Wohntrakt umgestaltete Scheune an. An der rückwärtigen westlichen Seite des Anwesens entstand anstelle ehemaliger weiterer Nebengebäude der Wohnflügel des heutigen Besitzers, dessen Räumlichkeiten sich über mehrere Ebenen bis hin in die sich anschließenden Gebäudeteile des Haupthauses erstrecken. Dem rückwärtigen Teil des Haupthauses, welches die in Teilen erhaltene Mühlentechnik birgt, schließt sich an der südlichen Gartenseite seit Beginn des 20. Jahrhunderts das nun umgestaltete Maschinenhaus an, dem ehemals ein die Gebäude hoch überragender Schornstein zur Seite stand. Der Stumpf des von einem Blitz zerstörten Kamins sowie Teilbereiche des Maschinenhauses sind erhalten. Einem in der neueren Zeit an der Südwestecke errichteten Getreidespeicher, der in seiner Höhe leicht über dem Dachfirst des Hauptgebäudes endet, wurde das obsolet gewordene Wasserrad geopfert.
Die Familie Oebel, die in einer Generationenabfolge Mühle und Hof bewirtschaftete, prägte den bis in die heutige Zeit gebräuchlichen Namen der alten Stadtmühle. Sie wird sicher auch in der Zukunft die „Oebelsmühle“ genannt werden.